# شعر المناسبات
شعر المناسبات هو الشعر الذي يؤلف لمناسبة معينة، إما بمحض إرادته أو استجابة لتكليف رسمي. يغلب أن يُدرس في تاريخ الأدب بربطه بالشفهية والأداء.